# Ádám Kónya
Ádám Kónya (* 19. Dezember 1992 in Veszprém) ist ein ungarischer Skilangläufer.

## Werdegang
Kónya belegte bei den Juniorenweltmeisterschaften 2010 in Hinterzarten den 103. Platz über 10 km klassisch und bei den Juniorenweltmeisterschaften 2011 in Otepää den 79. Platz über 10 km Freistil. Bei den nordischen Skiweltmeisterschaften 2011 in Oslo errang er den 86. Platz über 15 km klassisch. Im Februar 2012 kam er bei den Juniorenweltmeisterschaften in Erzurum auf den 88. Platz über 10 km klassisch und auf den 76. Rang im Sprint. Zu Beginn der Saison 2012/13 startete er in St. Ulrich am Pillersee im Alpencup und belegte dabei den 86. Platz im Sprint. Bei den U23-Weltmeisterschaften 2013 in Liberec lief er auf den 79. Platz über 15 km Freistil und auf den 68. Rang im Sprint und bei den U23-Weltmeisterschaften 2014 im Fleimstal auf den 70. Platz über 15 km klassisch und auf den 68. Rang im Sprint. In der Saison 2014/15 belegte er bei den U23-Weltmeisterschaften 2015 in Almaty den 51. Platz über 15 km Freistil und den 44. Rang im Sprint und bei den nordischen Skiweltmeisterschaften 2015 in Falun den 81. Platz über 15 km Freistil und den 26. Rang zusammen mit Karoly Gombos im Teamsprint. In der folgenden Saison erreichte er im Slavic-Cup mit drei Top-Zehn-Platzierungen, darunter Platz drei über 10 km klassisch in Štrbské Pleso, den siebten Platz in der Gesamtwertung. Bei den nordischen Skiweltmeisterschaften 2017 in Lahti errang er im Sprint und über 15 km klassisch jeweils den 61. Platz. Im Februar 2018 lief er bei den Olympischen Winterspielen in Pyeongchang auf den 85. Platz über 15 km Freistil und auf den 64. Rang im Sprint.
Bei den nordischen Skiweltmeisterschaften 2019 in Seefeld in Tirol belegte Konya den 71. Platz über 15 km klassisch und den 67. Rang im Sprint. Seine besten Resultate bei den Nordischen Skiweltmeisterschaften 2021 in Oberstdorf waren der 81. Platz im Sprint und der 16. Rang mit der Staffel. Im folgenden Jahr lief er bei den Olympischen Winterspielen in Peking auf den 80. Platz über 15 km klassisch, auf den 72. Rang im Sprint und auf den 55. Platz im 50-km-Massenstartrennen.